# سیارک ۴۰۶۵
سیارک ۴۰۶۵ (به انگلیسی: 4065 Meinel، نامگذاری:2820P-L) چهار هزار و شصت و پنجمین سیارک کشف شده‌است که در ۲۴ سپتامبر ۱۹۶۰ کشف شد.
قدر مطلق سیارک برابر ۱۴٫۱۰ است.